# 蒙乔·希尔
蒙乔·希尔（西班牙語：Moncho Gil，1897年8月16日—1965年1月18日），西班牙前男子足球运动员，司职前锋。他曾代表西班牙国家队参加1920年夏季奥林匹克运动会足球比赛，获得一枚银牌。